# جوردن گراهام
جوردن گراهام (انگلیسی: Jordan Graham؛ زادهٔ ۵ مارس ۱۹۹۵) بازیکن فوتبال اهل بریتانیا است.
از باشگاه‌هایی که در آن بازی کرده‌است می‌توان به باشگاه فوتبال ولورهمپتون واندررز، باشگاه فوتبال استون ویلا، باشگاه فوتبال آکسفورد یونایتد، باشگاه فوتبال فولام، باشگاه فوتبال ایپسویچ تاون، و باشگاه فوتبال برادفورد سیتی اشاره کرد.
وی همچنین در تیم‌های ملی فوتبال England national under-16 football team و زیر ۱۷ سال انگلستان بازی کرده‌است.